# 2006-os Formula–1 amerikai nagydíj
Az amerikai nagydíj volt a 2006-os Formula–1 világbajnokság tizedik futama, amelyet 2006. július 2-án rendeztek meg az amerikai Indianapolis Motor Speedwayen, Indianapolisban.

## Pénteki versenyzők

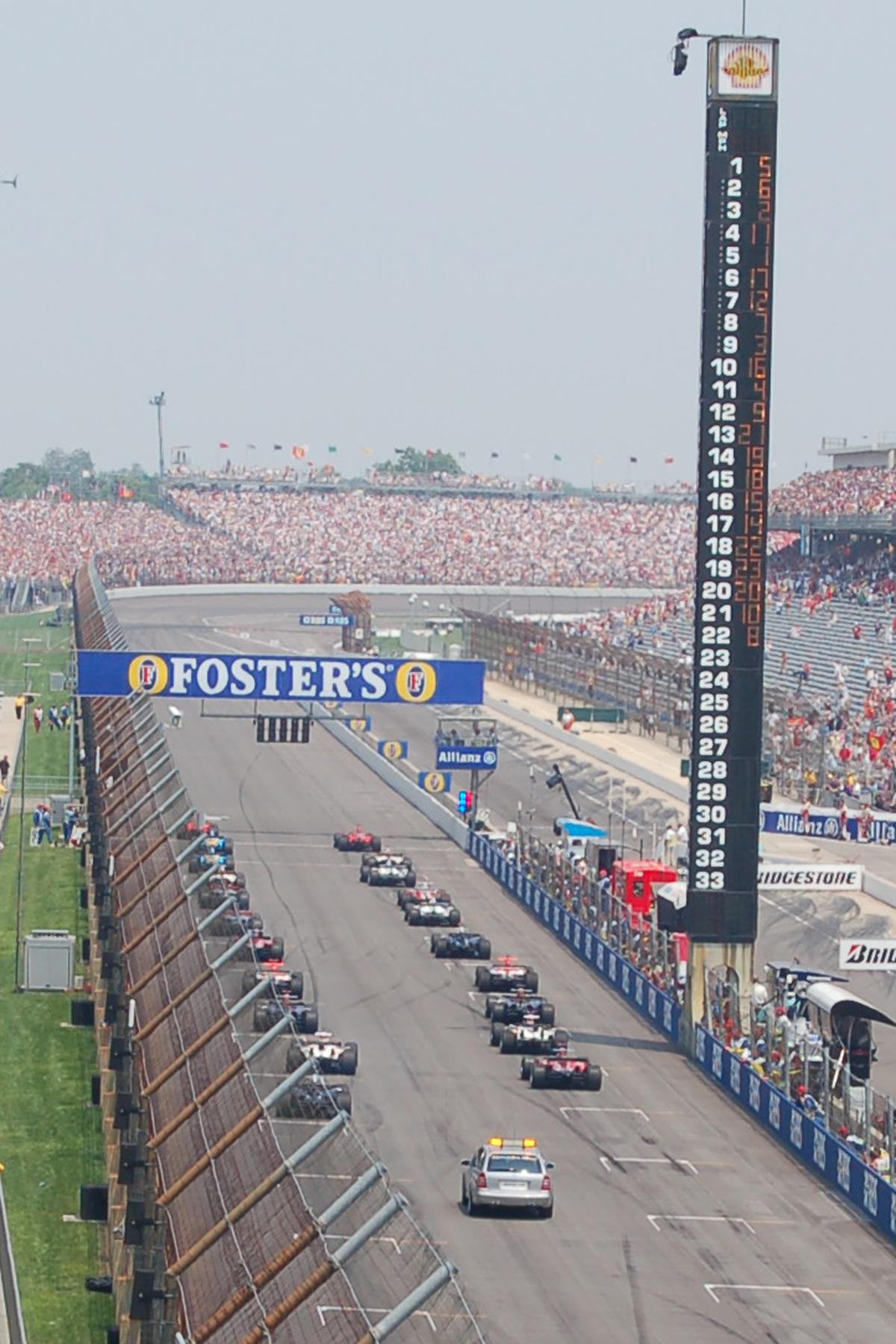
A 2006-os amerikai nagydíj rajtja

| Versenyző        | Csapat/Motor        |
| ---------------- | ------------------- |
| Alexander Wurz   | Williams-Cosworth   |
| Anthony Davidson | Honda               |
| Robert Doornbos  | Red Bull-Ferrari    |
| Robert Kubica    | BMW Sauber          |
| Giorgio Mondini  | MF1-Toyota          |
| Neel Jani        | Toro Rosso-Cosworth |
| Jamamoto Szakon  | Super Aguri-Honda   |

## Időmérő edzés
Az első helyről Michael Schumacher indulhatott, a második helyet csapattársa, Felipe Massa szerezte meg, Giancarlo Fisichella előtt.
| Helyezés | Versenyző            | Csapat/Motor        | 1. rész  | 2. rész  | 3. rész  |
| -------- | -------------------- | ------------------- | -------- | -------- | -------- |
| 1        | Michael Schumacher   | Ferrari             | 1:11,588 | 1:10,636 | 1:10,832 |
| 2        | Felipe Massa         | Ferrari             | 1:11,088 | 1:11,146 | 1:11,435 |
| 3        | Giancarlo Fisichella | Renault             | 1:12,287 | 1:11,200 | 1:11,920 |
| 4        | Rubens Barrichello   | Honda               | 1:12,156 | 1:11,263 | 1:12,109 |
| 5        | Fernando Alonso      | Renault             | 1:12,416 | 1:11,877 | 1:12,449 |
| 6        | Jacques Villeneuve   | BMW Sauber          | 1:12,114 | 1:11,724 | 1:12,479 |
| 7        | Jenson Button        | Honda               | 1:12,238 | 1:11,865 | 1:12,523 |
| 8        | Ralf Schumacher      | Toyota              | 1:11,879 | 1:11,673 | 1:12,795 |
| 9        | Kimi Räikkönen       | McLaren-Mercedes    | 1:12,777 | 1:12,135 | 1:13,174 |
| 10       | Nick Heidfeld        | BMW Sauber          | 1:11,891 | 1:11,718 | 1:15,280 |
| 11       | Juan Pablo Montoya   | McLaren-Mercedes    | 1:12,477 | 1:12,150 |          |
| 12       | Mark Webber          | Williams-Cosworth   | 1:12,935 | 1:12,292 |          |
| 13       | Scott Speed          | Toro Rosso-Cosworth | 1:13,167 | 1:12,792 |          |
| 14       | Christijan Albers    | MF1-Toyota          | 1:12,711 | 1:12,854 |          |
| 15       | Tiago Monteiro       | MF1-Toyota          | 1:12,627 | 1:12,864 |          |
| 16       | Christian Klien      | Red Bull-Ferrari    | 1:12,773 | 1:12,925 |          |
| 17       | David Coulthard      | Red Bull-Ferrari    | 1:13,180 |          |          |
| 18       | Szató Takuma         | Super Aguri-Honda   | 1:13,496 |          |          |
| 19       | Nico Rosberg         | Williams-Cosworth   | 1:13,506 |          |          |
| 20       | Jarno Trulli         | Toyota              | 1:13,787 |          |          |
| 21       | Vitantonio Liuzzi    | Toro Rosso-Cosworth | 1:14,041 |          |          |
| 22       | Franck Montagny      | Super Aguri-Honda   | 1:16,036 |          |          |

## Futam
A rajt utáni első kanyarban baleset történt, melyben Webber, Klien, Montagny, Speed, Montoya, Heidfeld és Räikkönen azonnal ki is esett. Massa egy jó rajtot követően lerajtolta csapattársát, aki csak az első boxkiállásoknál tudta visszaelőzni őt. A versenyen kettős Ferrari győzelem született, mögöttük Fisichella, Trulli, Alonso, Barrichello, Coulthard és Liuzzi végzett, aki a Toro Rosso első pontját szerezte. A futamon összesen kilencen értek célba, az utolsó versenyző Nico Rosberg lett. A leggyorsabb kört Michael Schumacher autózta, 1:12,719. A verseny után Montoya elhagyta a McLaren csapatot, és vele együtt a Formula–1-et és a NASCARban folytatta pályafutását. Helyére Pedro de la Rosa került.
Schumacher és Alonso között a különbség 19 pontra csökkent.

| Helyezés | Rajtszám | Versenyző            | Csapat/Motor        | Futott kör | Idő/Kiesés oka | Rajthely | Pont |
| -------- | -------- | -------------------- | ------------------- | ---------- | -------------- | -------- | ---- |
| 1        | 5        | Michael Schumacher   | Ferrari             | 73         | 1h34:35,199    | 1        | 10   |
| 2        | 6        | Felipe Massa         | Ferrari             | 73         | + 7,984        | 2        | 8    |
| 3        | 2        | Giancarlo Fisichella | Renault             | 73         | + 16,595       | 3        | 6    |
| 4        | 8        | Jarno Trulli         | Toyota              | 73         | + 23,604       | 22       | 5    |
| 5        | 1        | Fernando Alonso      | Renault             | 73         | + 28,410       | 5        | 4    |
| 6        | 11       | Rubens Barrichello   | Honda               | 73         | + 36,513       | 4        | 3    |
| 7        | 14       | David Coulthard      | Red Bull-Ferrari    | 72         | + 1 kör        | 17       | 2    |
| 8        | 20       | Vitantonio Liuzzi    | Toro Rosso-Cosworth | 72         | + 1 kör        | 21       | 1    |
| 9        | 10       | Nico Rosberg         | Williams-Cosworth   | 72         | + 1 kör        | 22       |      |
| Ki       | 7        | Ralf Schumacher      | Toyota              | 62         | Kerékcsapágy   | 8        |      |
| Ki       | 19       | Christijan Albers    | MF1-Toyota          | 37         | Váltóhiba      | 14       |      |
| Ki       | 17       | Jacques Villeneuve   | BMW Sauber          | 23         | Motorhiba      | 6        |      |
| Ki       | 18       | Tiago Monteiro       | MF1-Toyota          | 9          | Baleset        | 15       |      |
| Ki       | 22       | Szató Takuma         | Super Aguri-Honda   | 6          | Baleset        | 18       |      |
| Ki       | 12       | Jenson Button        | Honda               | 3          | Baleset        | 7        |      |
| Ki       | 3        | Kimi Räikkönen       | McLaren-Mercedes    | 0          | Baleset        | 9        |      |
| Ki       | 16       | Nick Heidfeld        | BMW Sauber          | 0          | Baleset        | 10       |      |
| Ki       | 4        | Juan Pablo Montoya   | McLaren-Mercedes    | 0          | Baleset        | 11       |      |
| Ki       | 9        | Mark Webber          | Williams-Cosworth   | 0          | Baleset        | 12       |      |
| Ki       | 21       | Scott Speed          | Toro Rosso-Cosworth | 0          | Baleset        | 13       |      |
| Ki       | 15       | Christian Klien      | Red Bull-Ferrari    | 0          | Baleset        | 16       |      |
| Ki       | 23       | Franck Montagny      | Super Aguri-Honda   | 0          | Baleset        | 20       |      |

## A világbajnokság élmezőnyánek állása a verseny után
| H | Versenyzők           | Pont | H | Konstruktőrök | Pont |
| - | -------------------- | ---- | - | ------------- | ---- |
| 1 | Fernando Alonso      | 88   | 1 | Renault       | 131  |
| 2 | Michael Schumacher   | 69   | 2 | Ferrari       | 97   |
| 3 | Giancarlo Fisichella | 43   | 3 | Renault       | 65   |
| 4 | Kimi Räikkönen       | 39   | 4 | Honda         | 32   |
| 5 | Felipe Massa         | 36   | 5 | BMW Sauber    | 19   |

## Statisztikák
Vezető helyen:
- Felipe Massa: 29 (1-29)
- Fernando Alonso: 1 (30)
- Michael Schumacher: 43 (31-73)

Michael Schumacher 87. (R) győzelme, 67. (R) pole-pozíciója, 72. (R) leggyorsabb köre, 21. (R) mesterhármasa (gy, pp, lk)
- Ferrari 186. győzelme.

Juan Pablo Montoya utolsó versenye.